# Mongu
Mongu è un centro abitato dello Zambia, situato nella Provincia Occidentale, della quale è il capoluogo.